# Койчка, Зигфрид
Зигфрид Койчка (Коичка, встречается неправильное Коитшка, нем. Siegfried Koitschka; 6 августа 1918, Зибиц, Баутцен — 17 мая 2002, Лора) — немецкий офицер-подводник, капитан-лейтенант (1 июня 1944 года).

## Биография
21 сентября 1937 года поступил на флот кадетом. 1 августа 1939 года произведен в лейтенанты.

## Вторая мировая война
Служил на тяжелом крейсере «Адмирал Хиппер». В июне 1940 года переведен в подводный флот. С декабря 1940 по декабрь 1941 года 2-й вахтенный офицер на подлодке U-552, которой командовал Эрих Топп. Совершил на ней 6 походов.
С 16 января по 7 октября 1942 года командовал учебной подлодкой U-7.
8 октября 1944 года назначен командиром подлодки U-616 (Тип VII-C), на которой совершил 9 походов (проведя в море в общей сложности 204 суток). Проведя 1 поход в Северную Атлантику, Койчка в мае 1943 прошел через Гибралтар в Средиземное море. В октябре 1943 года Койчка потопил американский эсминец «Бак» (1570 тонн), а в мае 1944 года повредил 2 судна.
27 января 1944 года награждён Рыцарским крестом Железного креста.
17 мая 1944 года лодка Койчки потоплена восточнее Картахены глубинными бомбами, сброшенными с американских эсминцев и британских бомбардировщиков. Весь экипаж был взят в плен. В июне 1946 года освобожден.
Всего за время военных действий Койчка потопил 2 корабля общим водоизмещением 1839 тонн и повредил 2 судна водоизмещением 17 754 брт.